# Califórnias do Chico Pedro
Califórnias do Chico Pedro foi a guerra de guerrilhas travada pela tropa de Francisco Pedro Buarque de Abreu, o Chico Pedro, também barão do Jacuí, no Uruguai, entre 1849 e 1850, defendendo os interesses dos fazendeiros brasileiros.
Após o exército, formado por tropas argentinas e uruguaias sob o comando de Manuel Oribe,  ter invadido o Uruguai e derrotarem as forças de Rivera, conquistando  quase totalidade do território uruguaio, Oribe permitiu que seus aliados invadissem o sul do Brasil, roubando gado, assaltando estâncias e assassinando cidadãos brasileiros. Mais de 188 fazendas brasileiras foram atacadas, enquanto 814 000 cabeças de gado e 16 950 cavalos foram roubados.
Francisco Pedro de Abreu, o barão de Jacuí, decidiu por conta própria realizar represálias contra o Uruguai organizando investidas para roubo de gado que se tornaram conhecidas como "Califórnias", em referência à corrida do ouro no oeste dos Estados Unidos, e eram um lucrativo negócio, considerado na Argentina e Uruguai como atos de bandidagem. Contaram com a colaboração de opositores de Juan Manuel Rosas, como os irmãos Madariaga da província de Corrientes.  A primeira invasão ocorreu em 26 de dezembro de 1849 e finalmente reprimida pelo administração do Império no Rio Grande do Sul a partir de 6 de março de 1850.
Invadiram o norte do rio Negro para roubar gado, sendo combatidos pelo coronel Diego Eugenio Lamas e pelo comandante Dionisio Trillo, parte da divisão de Servando Gómez. .